# Rallentando
rallentando (ital. „nachlassend, erschlaffend“, Abk.: rallent., rall.) ist eine musikalische Vortragsbezeichnung, die ein Nachlassen des Tempos erfordert, oft im Sinne eines weichen Übergangs von einem schnelleren zu einem langsameren Tempo. Eine ähnliche Bedeutung hat ritardando, wogegen ritenuto zwar auch eine Zurücknahme des Tempos verlangt, jedoch nicht im Sinne einer allmählichen, sondern einer sofortigen Verlangsamung. 